# 岡山市民会館
岡山市民会館（おかやましみんかいかん）は、岡山県岡山市北区丸の内にあったホール。
岡山芸術創造劇場の開館により岡山市立市民文化ホールとともに2023年度末で閉館となった。

## 施設概要
旭川と石山公園に隣接し、市内の観光・商業地区の中にある岡山市の代表的な多目的ホールの一つである。大ホールの他に10の会議室を備え、コンサート・舞踊・式典・学校の芸術鑑賞等の様々な目的で利用されるなど市民の文化活動・娯楽活動の場としての利用されていた。ホールの特徴は1階席（782席）よりも2階席（936席）が席数が多いことである。
2022年にDOCOMOMO JAPAN選定 日本におけるモダン・ムーブメントの建築に認定された。
しかし、岡山市立市民文化ホールとともに老朽化が進み、2015年（平成27年）に岡山市民会館及び岡山市立市民文化ホールに代わる新しい文化芸術施設を整備する基本計画が策定された。そして、2023年（令和5年）9月1日に両施設の機能を発展的に継承した岡山芸術創造劇場「ハレノワ」がグランドオープンした。
2024年（令和6年）3月31日、岡山市民会館と岡山市立市民文化ホールの合同閉館記念式典が開催された。岡山市は岡山市民会館と岡山市立市民文化ホールの建物について解体する方針としている。

### 構造
- 構造 = 鉄骨鉄筋コンクリート造、地上4階、地下1階
- 延床面積 = 7,091m2

### 館内設備
- 大ホール = 二階層、ステージ： 間口：21m・奥行：15m・高さ：7.5m
- 4階大会議室
- 会議室（×9）

## 周辺施設
- 岡山シンフォニーホール
- RSK山陽放送本社
- 心臓病センター榊原病院
- 烏城公園（岡山城）
- 岡山後楽園

## アクセス
- 岡山電気軌道東山本線 城下停留場下車
- 宇野バス「表町入口」下車